# Levočská brána
Levočská brána ve Spišské Nové Vsi je rokoková brána z druhé poloviny 18. století, která se nachází v přízemí na levé straně prvního křídla Provinčního domu. Jedná se o jednokřídlou bránu a menší průchod pro pěší spojující Letnou a Levočskou ulici. Uprostřed oblouku brány je umístěn kamenný znak Provincie 16 spišských měst, který provincii udělila císařovna Marie Terezie v roce 1774. Erb zobrazuje dělený štít mezi dvěma gryfy. Jeho horní část vyplňují tři skalnaté kopce, které mají představovat Tatry. Nad horami je slunce a šesticípá hvězda. V dolní části jsou dvě příčná břevna, která symbolizují řeky Poprad a Hornád, uprostřed je malý štít s vyrytými iniciálami I. II. M. T., který patřil císařovně Marii Terezii a jejímu synovi Josefu II.
Původní Levočská brána se však nacházela v Levočské ulici poblíž kaple a špitálu (později Malého kostela). Její stavbu údajně financoval stavitelský mistr Konrad Gaal, brána však byla kolem roku 1831 pro svůj zchátralý stav zbořena.  Při přestavbě Provinčního domu (původní radnice) v letech 1775-1776 pod vedením místního stavitele Františka Bartela byla v přízemí přistavěna brána pro povozy a průchod pro pěší, po zbourání původní brány se této nové bráně a průchodu Provinčním domem začalo říkat Levočská brána.